# Philipp Fahrbach den yngre

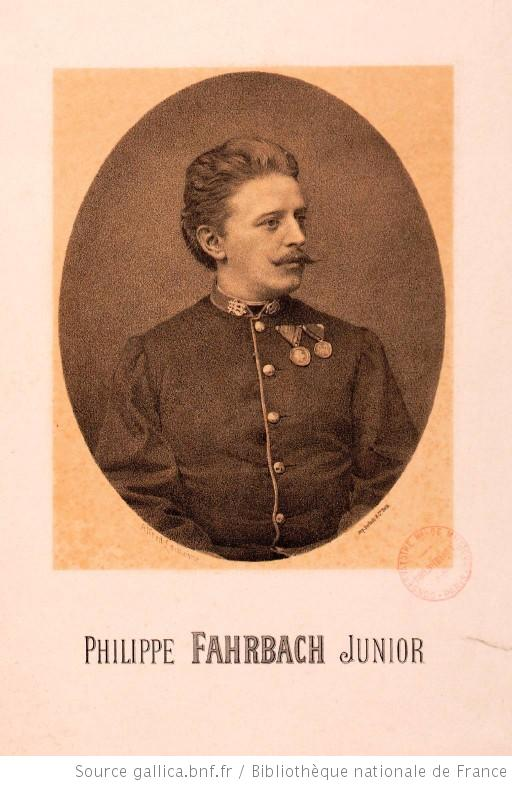
Philipp Fahrbach den yngre.

Philipp Fahrbach den yngre, född 1840 i Wien, död där 1894, var en österrikisk tonsättare. Han var son till Philipp Fahrbach den äldre.
Fahrbach, länge militärkapellmästare i Budapest, var en omtyckt danskompositör och räknades som en konkurrent till Johann Strauss den yngre. 